# Bloch MB.200
Блох MB.200 (фр. Bloch MB.200) — двомоторний нічний середній бомбардувальник виробництва французької авіакомпанії Bloch. Був основним французьким бомбардувальником в середині 30-их років, але навіть на момент прийняття на озброєння був посереднім літаком, тому в Другій світовій війні використовувався здебільшого в допоміжних ролях.

## Історія створення
В 1932 році французьке міністерство авіації видало замовлення на новий бомбардувальник категорії BN5 (нічний бомбардувальник п'ятимісний). В конкурсі взяли участь 6 компаній, проект компанії Bloch був типовим французьким бомбардувальником початку 30-их років — суцільнометалевий високоплан з прямим фюзеляжем, крилами з товстим профілем і шасі, яке не прибиралось. Захисне озброєння складалось з трьох 7,5-мм кулеметів.
Перший прототип з двигунами GR 14Krsd потужністю 770 к.с. випробовувався з 26 червня 1933 року. Хоча максимальна швидкість і виявилась нижчою за умови завдання, літак прийняли на озброєння. Серійне виробництво почалось в липні 1934 року, і окрім Франції, літак виготовлявся за ліцензією в Чехословаччині. Загальний випуск склав більше 280 літаків.

## Основні модифікації
- MB.200BN4 — оснащувався двигунами GR 14Kirs/Kjrs потужністю 870 к.с. З липня 1934 року до липня 1937 було виготовлено 208 літаків.
- Aero MB.200 — ліцензійний варіант, що виготовлявся в Чехословаччині. Оснащувався двигунами Walter Mistral K-14 — ліцензійною копією GR 14Kirs/Kjrs. З січня 1937 до квітня 1939 було виготовлено 73 літаки.

## Історія використання

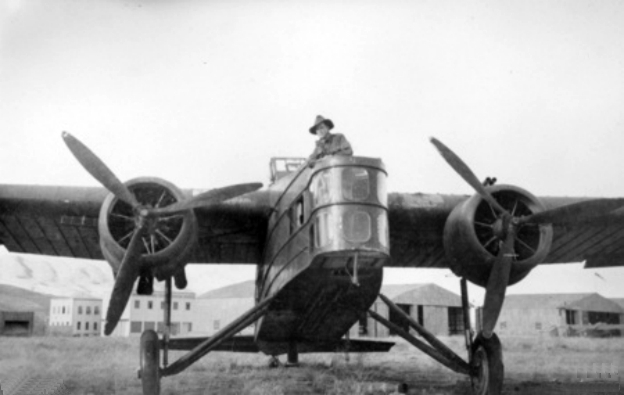
Австралійський солдат в захопленому MB.200. Сирія, 1941 рік.

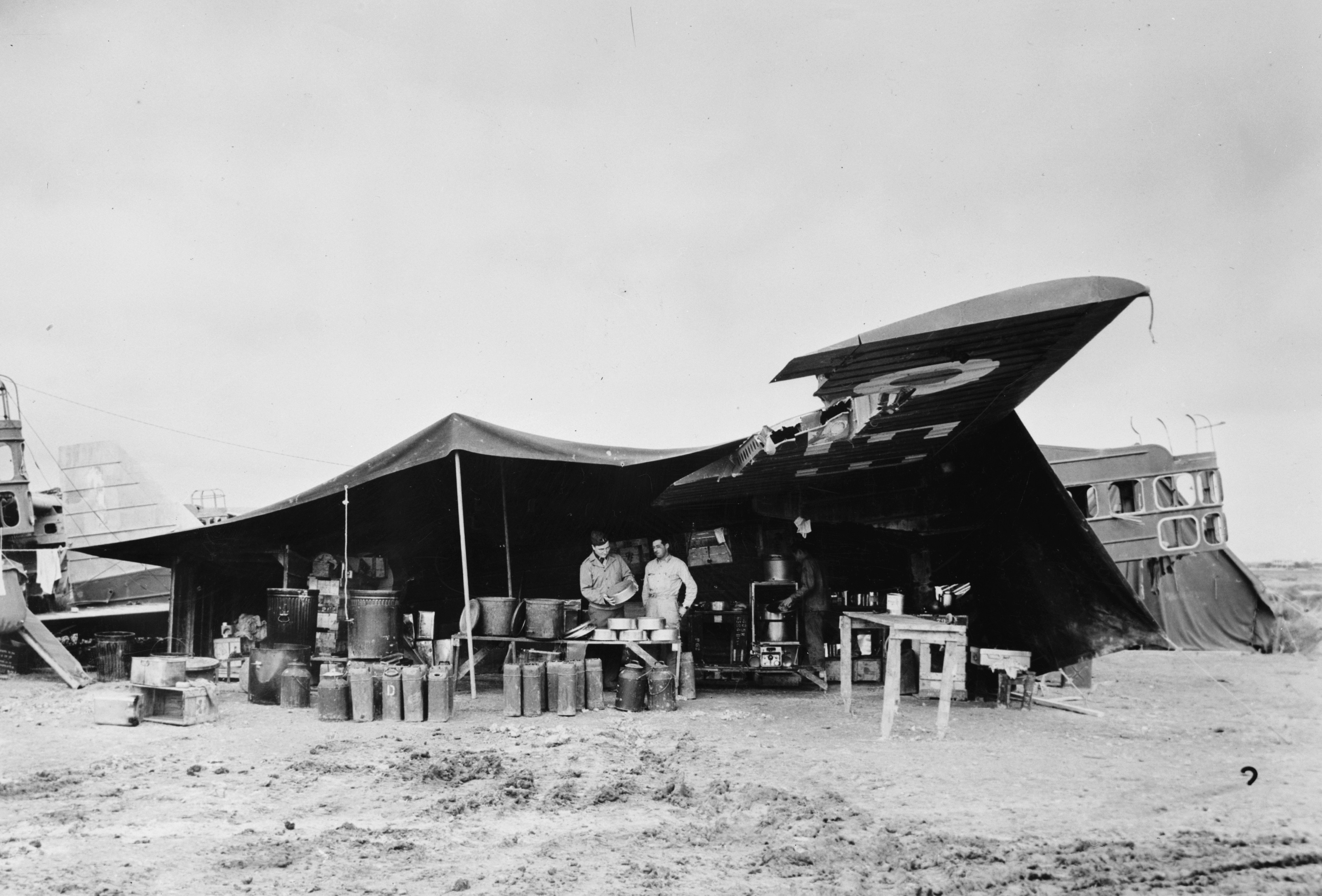
Зламаний MB.200 використовується як польова кухня. Північна Африка, 1943 рік.

Вперше MB.200 використовувався в бою під час громадянської війни в Іспанії на стороні республіканців. 4 літаки були придбані після початку війни, і в 1936-37 роках здійснювали бомбардування і розвідку навколо Мадриду.
В ВПС Франції MB.200 був одним з основних бомбардувальників середини 30-их років, і хоч до початку Другої світової він вже застарів, але через нестачу новіших MB.210, все ще стояв на озброєнні. 1 серпня 1939 року в строю все ще було 169 літаків, з яких 91 в бойових частинах — чотирьох групах в Франції, двох в Північній Африці і одній в Сирії. Після вступу Франції в війну MB.200 використовувались для денних розвідувальних польотів, але після втрати двох літаків 9 вересня 1939 року денні вильоти припинили, а більшість MB.200 відвели в тил для використання як транспортні. До весни 1940 року більшість груп з MB.200 вже були переоснащені на новіші літаки, виняток становила сирійська GB I/39 і туніська GB I/25. Літаки останньої здійснювали морське патрулювання аж до поразки Франції.
Декілька MB.200 залишились на озброєнні ВПС режиму Віші. В Франції вони використовувались здебільшого для транспортних потреб, сирійські MB.200 також виконали декілька нічних бомбардувальних нальотів на британські позиції в 1941 році.
В ВПС Чехословаччини літаками Aero MB.200 було оснащено шість ескадрилей в двох полках. Після німецької окупації 67 літаків були захоплені і передані Люфтваффе, один отримала Словаччина. Також Люфтваффе отримало ще чотири літаки які добудовувались. До весни 1941 року вони використовувались як навчальні, а після нападу на Радянський Союз деякі літаки були передані Болгарії, Румунії і Хорватії. Болгарські Aero MB.200 використовувались для патрулювання Чорного моря.

## Тактико-технічні характеристики

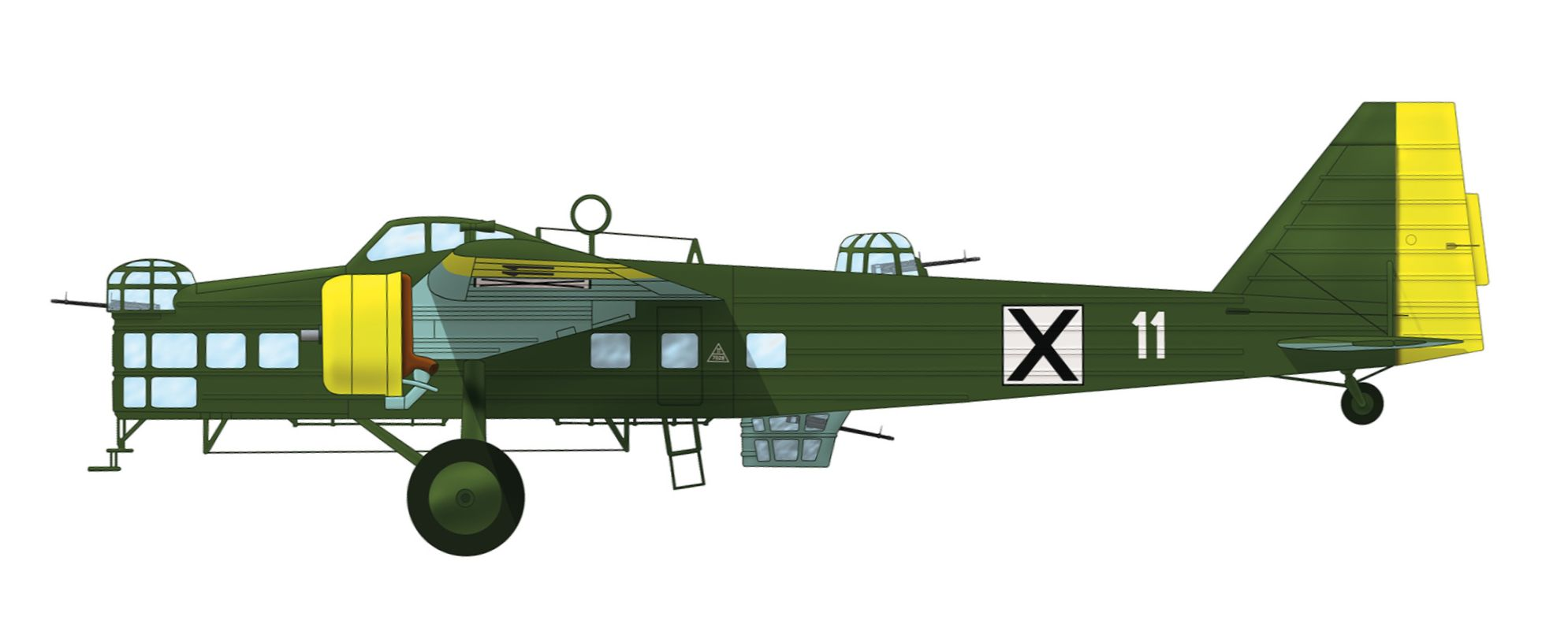
Aero MB.200 ВПС Болгарії

Дані з Ударная авиация Второй Мировой — штурмовики, бомбардировщики, торпедоносцы

### Технічні характеристики
- Довжина: 16,0 м
- Висота: 3,92 м
- Розмах крила: 22,45 м
- Площа крила: 66,75 м²
- Маса порожнього: 4195 кг
- Маса спорядженого: 6785 кг
- Максимальна злітна маса: 7480 кг
- Двигуни: 2 × Gnome-Rhône 14Kirs/jrs
- Потужність: 2 × 870 к. с.

### Льотні характеристики
- Максимальна швидкість: 295 км/год
- Дальність польоту: 1000 км
- Практична стеля: 6900 м
- Швидкопідйомність: 4,33 м/c

### Озброєння
Захисне
- MB.200BN4:
  - 1 × 7,5-мм кулемет в носовій башті
  - 1 × 7,5-мм кулемет в верхній башті
  - 1 × 7,5-мм кулемет в нижній башті
- Aero MB.200:
  - 1 × 7,92-мм кулемет в носовій башті
  - 2 × 7,92-мм кулемет в верхній башті
  - 2 × 7,92-мм кулемет в нижній башті

Бомбове
- 800 кг бомб в бомбовому відсіку
- 600 кг на зовнішніх підвісах